# Microsoft Strider
Microsoft Strider Search Defender era un software creato da Microsoft, per arginare il fenomeno del Comment Spamming, ovvero la forma di spam che consiste nell'inserire link a pagine pubblicitarie in blog, newsgroup, etc.

## Funzionamento di Strider
Per rendere i propri link maggiormente appetibili, gli spammer creano delle "doorway pages" su siti web conosciuti: quando un utente clicca su uno di questi indirizzi, il browser rimanda alle pagine pubblicitarie.
Strider effettua una precisa verifica degli indirizzi che sono presenti nelle pagine web di pubblico accesso.

## Le analisi effettuate da Strider
L'analisi degli URL effettuata da Strider è impostata su due livelli
1. Si analizzano, tramite Spam Hunter, tutti i link a cui puntano i vari url e si redige una prima lista di indirizzi.
2. A questa prima fase di verifica segue una seconda, portata avanti dal modulo "Strider Url Tracer", in cui si ripuliscono dai falsi positivi i risultati ottenuti precedentemente.

Il risultato finale è una lista dei siti degli spammer.
Questa lista servirà da punto di partenza per evitare che quegli indirizzi vengano indicizzati dai motori di ricerca, evitando la diffusione dello spam e scoraggiando gli spammer dalla loro attività di riempire gli spazi virtuali di pubblicità.